# Non c'è da preoccuparsi
Non c'è da preoccuparsi (Nothing Serious) è una raccolta di racconti in lingua inglese di P. G. Wodehouse, pubblicata per la prima volta nel 1950. 

## Racconti
Prima di essere raccolti in volume, la maggior parte dei racconti sono apparsi su riviste statunitensi o britanniche in un periodo compreso fra il 1939 e il 1950. Tre racconti (Le ombre si dileguano, Fuori dall'abisso e E quella com'è, arbitro?) sono stati pubblicati per la prima volta direttamente nel volume del 1950.
I racconti di questa raccolta non appartengono a un singolo ciclo; i protagonisti della maggior parte dei racconti, comunque, sono presenti anche in altre opere di Wodehouse. Bingo Little, il protagonista del primo racconto, e Freddie Widgeon, il protagonista del secondo racconto, sono membri del Drones Club, il club londinese frequentato fra gli altri da Bertie Wooster e Galahad Threepwood. I successivi cinque racconti sono "racconti del "Decano" (Oldest member), ossia appartengono al "Ciclo del golf", al pari dei racconti delle raccolte Il cuore di un coniglio e Il colpo di Cuthbert. L'ottavo racconto (Nascita di un commesso viaggiatore) appartiene al ciclo di Blandings. L'ultimo racconto ha per protagonista Stanley Featherstonehaugh Ukridge, l'esuberante protagonista del romanzo Amore fra i polli. L'unico racconto privo di personaggi familiari ai lettori di Wodehouse è quello intitolato E quella com'è, arbitro?: l'ambiente è quello dei giocatori di cricket e il protagonista Conky Biddle non appare in altre opere.
1. Le ombre si dileguano (The Shadow Passes)
  - Pubblicato per la prima volta nel volume
2. Bramley è proprio affascinante (Bramley Is So Bracing)
  - Pubblicato in precedenza nel settimanale statunitense Saturday Evening Post del 28 ottobre 1939 e nel mensile britannica The Strand Magazine del dicembre 1940
3. Fuori dall'abisso (Up from the Depths)
  - Pubblicato per la prima volta nel volume
4. Piedi d'argilla (Feet of Clay)
  - Pubblicato in precedenza nel settimanale statunitense This Week del 18 giugno 1950 col titolo A Slightly Broken Romance
5. Excelsior (Excelsior)
  - Pubblicato in precedenza nel settimanale statunitense Argosy del 1º luglio 1948 col titolo Hazards of Horace Bewstridge
6. Rodney fa una ricaduta (Rodney Has a Relapse)
  - Pubblicato in precedenza nel mensile canadese National Home Monthly del febbraio 1949 col titolo Rupert Has a Relapse
7. Cuori aggrovigliati (Tangled Hearts)
  - Pubblicato in precedenza nella rivista femminile statunitense Cosmopolitan del settembre 1948 col titolo I'll Give You Some Advice
8. Nascita di un commesso viaggiatore (Birth of a Salesman)
  - Pubblicato in precedenza nel settimanale statunitense This Week del 26 marzo 1950
9. E quella com'è, arbitro? (How's That, Umpire?)
  - Pubblicato per la prima volta nel volume
10. Storia di un'impresa fortunata (Success Story)
  - Pubblicato in precedenza nel settimanale statunitense Argosy del 1º marzo 1947 col titolo Ukie Invests in Human Nature

## Edizioni
Il volume Nothing Serious uscì dapprima il 21 luglio 1950 nel Regno Unito edito da Herbert Jenkins e successivamente, il 24 maggio 1951, negli Stati Uniti d'America edito da Doubleday & Co.. In Italia fu pubblicato nel 1965, nella traduzione di Sario Agnati, dall'editore Federico Elmo di Milano col titolo Non c'è da preoccuparsi. Una nuova edizione, sempre con la traduzione di Sario Agnati, è stata pubblicata da Guanda nel 2014 col titolo Niente di serio.
- (EN) Nothing Serious, 1ª ed., London, Herbert Jenkins, 1950.
- (EN) Nothing Serious, 1ª ed., New York, Doubleday & Co., 1951.
- Non c'è da preoccuparsi [Nothing Serious], collana Collana Moderna libreria straniera; 24, traduzione di Sario Agnati, Milano, F. Elmo, 1965  [1950].
- Niente di serio [Nothing Serious], collana Collana Narratori della fenice, traduzione di Sario Agnati, Parma, Guanda, 2014  [1950], ISBN 978-88-8246-988-7.